# Anastasio Gil García
Anastasio Gil García (Veganzones (Segovia), 11 de enero de 1946-Madrid, 7 de septiembre de 2018) fue un sacerdote español. Director de Obras Misionales Pontificias de España (OMP).

## Biografía

### Formación y primeros encargos pastorales
Tras licenciarse en Teología por la Universidad de Comillas y ordenarse sacerdote (1970), completó sus estudios con una diplomatura en Psicología Educativa (1972), y un doctorado en Teología por la Universidad de Navarra (1981).
Desde su ordenación permaneció en la diócesis de Segovia hasta 1983 en que se incardinó en la diócesis de Madrid. Era miembro del Opus Dei. En la capital de España realizó su labor pastoral como capellán y profesor de religión en el Colegio Montealto, y como profesor de Pedagogía Religiosa en la Facultad de Teología de la Universidad de Navarra. Durante ese tiempo fue nombrado coadjutor en la parroquia Nuestra Señora de la Asunción (Algete).

### Labor catequética
En 1987 fue nombrado delegado de Catequesis, para una de las vicarías de la archidiócesis de Madrid, situada en Alcalá de Henares. Allí permaneció hasta que se creó la nueva diócesis de Alcalá de Henares, con él mismo al frente de su Delegación Episcopal de Catequesis. Durante ese tiempo continuó con su labor docente, como profesor de Teología y Didáctica de la Religión en la Escuela Universitaria de Fomento Centros de Enseñanza, y de Pedagogía Catequética en la Facultad de Teología San Dámaso.

### Obras Misionales Pontificias (OMP)
En 1999 dio el salto al campo de las misiones, al ser nombrado director del Secretariado de la Comisión Episcopal de Misiones y Cooperación entre las Iglesias, cargo que ocupó hasta 2018. Desde 2001 y hasta 2011 ocupó la subdirección nacional de las Obras Misionales Pontificias, ayudando a monseñor Francisco Pérez González, director de la OMP. En 2011 fue nombrado director nacional de la institución pontificia, cargo que en el que fue confirmado en 2016, y que desempeñó hasta el momento de su fallecimiento. Al frente de las OMP impulsó la presencia en los medios de comunicación de los misioneros españoles y saneó sus cuentas. Renovó e impulsó la animación misionera en España, visitando en diversas ocasiones las 69 Delegaciones Diocesanas de Misiones. Para ello contó con la ayuda de diversas instituciones y servicios misioneros de la Iglesia católica española, a las que supo aglutinar.
También ocupó otros cargos en la Conferencia Episcopal Española, como la subdirección del Secretariado Nacional de Catequesis de la Conferencia Episcopal (1988-1999); o la dirección del Fondo Nueva Evangelización (2006-2011); y en el mundo universitario, a través de la cátedra de Misionología de la Universidad Eclesiástica San Dámaso de Madrid (desde 2011). Era vicepresidente de la ONG Misión América (desde 2008).
Colaboró con la Congregación para la Evangelización de los Pueblos, aportando su experiencia a diversas instituciones misioneras.
Publicó numerosos libros y artículos de temática catequética, pedagógica y misionera. Formó parte del Consejo de Redacción de la revista Actualidad Catequética.
Falleció después de luchar durante un año contra la enfermedad, el 7 de septiembre. Su funeral corpore insepulto se celebró el 8 de septiembre en la Iglesia de Veganzones, su pueblo natal; y el 13 de septiembre en la catedral de la Almudena de Madrid presidido por el cardenal Carlos Osoro.